# 애기범부채
애기범부채(Crocosmia × crocosmiflora)는 붓꽃과에 속하는 여러해살이풀이다. Crocosmia aurea의 교배종으로  Victor Lemoine이 1880년에 처음 만들었으며, 많은 개량 품종이 있다.

## 이름
애기범부채는 몬트브레티아(montbretia)라고도 불린다. 범부채보다는 크기와 꽃이 작아서 애기범부채라고 붙여졌다고 한다.

## 특징
애기범부채속은 다년초로 땅에서 가지를 뻗고 구경을 만들어 번식을 한다. 잎은 길이가 60에서 100cm이고 줄기 밑에 모여 2줄로 부채살처럼 배열이되며 어긋나 있다. 꽃은 심홍색, 진홍색, 오렌지, 황금색, 주홍색, 황금색 그리고 노란색에 녹빛이 섞여 있다. 개화시기는 7월에서 8월이다. 꽃의 특징은 꽃자루가 없으며 지름이 2에서 3cm이다. 열매에는 씨앗이 있으며 포에 깊게 싸여 있다.

## 분포 지역
한국에서 애기범부채는 남부지방과 제주도 중산간 도로변에서 많이 발견된다.

## 원예 품종
- Crocosmia 'Blacro'	애기범부채 '블라크로'
- Crocosmia xcrocosmiiflora 'Constance'	애기범부채 '콘스탄스'
- Crocosmia xcrocosmiiflora 'Emily Mckenzie'	애기범부채 '에밀리 매켄지'
- Crocosmia paniculata (Klatt) Goldblatt	파니쿨라타애기범부채
- Crocosmia 'Emberglow'	애기범부채 '엠버글로'
- Crocosmia 'Lucifer'	애기범부채 '루시퍼'
- Crocosmia (L.Bolus) N.E.Br.	마소노룸애기범부채
- Crocosmia xcrocosmiiflora 'George Davison'	애기범부채 '조지 데이비슨'

## 같이 보기
- 범부채
- 붓꽃
- 솔붓꽃
- 제비붓꽃
- 꽃창포
- 시베리아붓꽃
- 각시붓꽃